# Platyarthrus aiasensis
Platyarthrus aiasensis là một loài chân đều trong họ Platyarthridae. Loài này được Legrand miêu tả khoa học năm 1954.